# Ichneumon chasmodops
Ichneumon chasmodops es una especie de insecto del género Ichneumon de la familia Ichneumonidae del orden Hymenoptera.
 Fue descrita en el año 1961 por Heinrich.
Se encuentra en Norteamérica.